# 南甲府站
南甲府站（日语：／ Minami-kōfu eki */?）是位於山梨縣甲府市南口町1番36號，東海旅客鐵道（JR東海）的身延線車站。
此站是身延線主要車站，包含特急「富士川」在內所有定期列車均停站。在每年8月舉行神明之煙火大會和山梨縣高校總體舉行當日，設有以南甲府站為終點站或起點站的臨時列車。在此站與甲府站之間設有數班不載客列車。

## 歷史
- 1928年（昭和3年）3月30日：富士身延鐵道市川大門至甲府之間開通，此站啟用。當時車站名為甲府南口站（日语：／）[1]。
- 1938年（昭和13年）10月1日：富士身延鐵道借給鐵道省使用，成為身延線[1]。同時車站改名為南甲府站。
- 1941年（昭和16年）5月1日：富士身延鐵道正式國有化[1]。
- 1987年（昭和62年）4月1日：伴隨國鐵分割民營化，車站由東海旅客鐵道（JR東海）和日本貨物鐵道（JR貨物）營運[1]。
- 1997年（平成9年）10月：再沒有貨運列車停靠此站。
- 2001年（平成13年）3月31日：JR貨物車站廢止，結束貨運業務。

## 車站構造

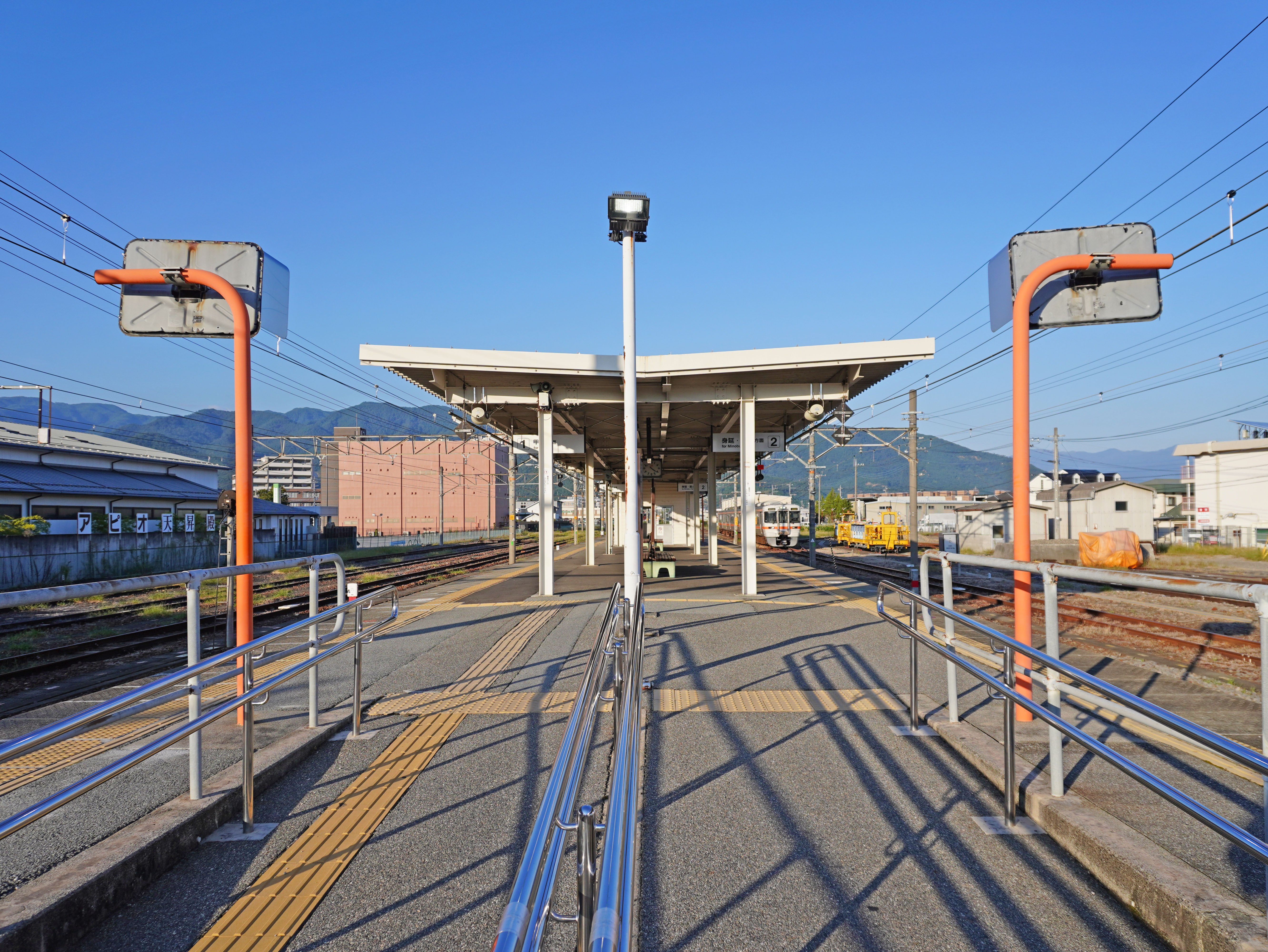
月台（2022年10月）

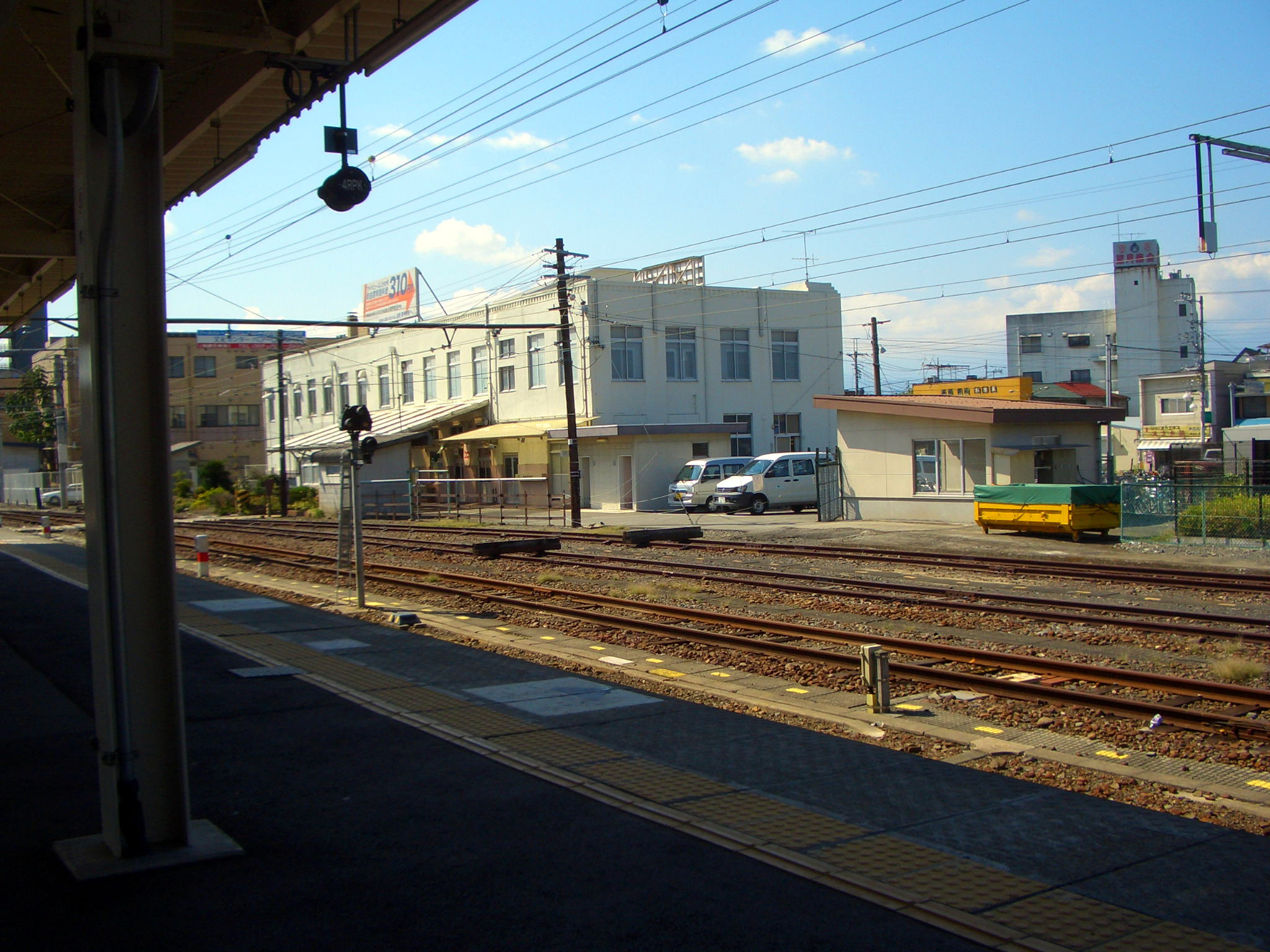
從月台望向車站大樓（2010年10月）

車站是一座地面車站，設有1面2線的島式月台。車站大樓位於車站西北方。靠近車站大樓的是1號月台，對面是2號月台。
月台靠近甲斐住吉一方設有斜道，並連接站內平交道（設有遮斷機和警報機），越過平交道後便到達車站大樓。此站設有多條留置線，為身延線的車廠。
車站大樓在「富士身延鐵道」於1928年（昭和3年）車站啟用時興建。大樓為一座2層高的混凝土建築物，當時富士身延鐵道的總部位於大樓2樓。大樓內設有候車室、JR全線售票處（設有中途休息時間）和1台自動售票機。
此站是站長、站員配置車站（直營車站），管理市川大門站至金手站之間各站。此站設有車站職員負責檢票。

### 月台
| 月台 | 路線   | 上下行 | 方向           |
| ---- | ------ | ------ | -------------- |
| 1    | 身延線 | 下行   | 甲府方向       |
| 2    | 身延線 | 上行   | 身延、富士方向 |

## 貨物起卸
此站曾經設有JR貨物車站（在國鐵時代為貨物起卸站）。在最頂盛時期（1970年），此站為身延線內最高貨物起卸量的車站。起卸貨物包括煤炭、石油、飼料和水泥等等。此站也連接數條專用線。最後的一條專用線是前往宇部三菱水泥甲府服務站，隨著設施遷移，於1997年10月廢止。在此之後，再沒有貨運列車停靠此站。
除了專用線外，車站大樓北邊設有1面1線的貨物月台，在1986年11月1日的時間表修正後把該月台撤走。

## 使用狀況
以下為近年1日乘車人次列表：
| 乘車人次變化 | 乘車人次變化     | 乘車人次變化 |
| 年度         | 1日平均 乘車人次 |              |
| ------------ | ---------------- | ------------ |
| 2006         | 498              |              |
| 2007         | 523              |              |
| 2008         | 563              |              |
| 2009         | 570              |              |
| 2010         | 548              |              |
| 2011         | 498              |              |
| 2012         | 541              |              |
| 2013         | 558              |              |
| 2014         | 541              |              |
| 2015         | 537              |              |
| 2016         | 540              |              |
| 2017         | 525              |              |

## 車站周邊
站前設有的士站、巴士站和派出所。車站周邊是甲府的市區。也設有當地企業的石油油庫和加油站運輸基地。在車站大樓附近設有行人隧道前往車站東邊，在大樓旁設有單車停泊處。
- 甲府市立南中學（日语：甲府市立南中学校）
- 南甲府站前郵局
- UTY總部
- 山梨交通汽車學校
- 山梨交通伊勢町營業所（日语：山梨交通伊勢町営業所）
- 甲斐清和高等學校（日语：甲斐清和高等学校）

## 巴士路線
站前設有「南甲府站」巴士站。在車站西方約600米處0設有「伊勢小學入口」巴士站，此巴士站較多班次前往甲府站。
| 巴士站       | 系統       | 主要途經                                                           | 目的地                 | 巴士公司       | 備註                     |
| ------------ | ---------- | ------------------------------------------------------------------ | ---------------------- | -------------- | ------------------------ |
| 南甲府站     | 10         | 遊龜公園、甲府站北出口、山梨大學、護國神社入口                     | 武田神社               | 山梨交通       |                          |
| 南甲府站     | 12         | 遊龜公園、甲府站北出口、山梨大學・護國神社入口、武田神社、積翠寺橋 | 積翠寺                 | 山梨交通       | 每日3班                  |
| 南甲府站     | 17         | 青沼二丁目東、甲府站北出口、國立醫院、附屬小學、西田町             | 塚原                   | 山梨交通       | 平日2班、星期六及假日1班 |
| 南甲府站     | 10、12、17 | 山梨交通汽車學校、南中學                                           | 伊勢町營業所           | 山梨交通       |                          |
| 南甲府站     |            | 市立甲府醫院、中道（高速巴士站）、舊中道分所、中道南小學           | 上九一色出張所、古關町 | 富士急山梨巴士 |                          |
| 伊勢小學入口 | 01         | 甲府站南出口、一高前、湯村溫泉、羽黑町                             | 山宮循環               | 山梨交通       |                          |
| 伊勢小學入口 | 02         | 甲府站南出口、一高前、湯村溫泉、千塚                               | 山宮循環               | 山梨交通       |                          |
| 伊勢小學入口 | 14         | 甲府站北出口                                                       | HANAZONO醫院           | 山梨交通       |                          |
| 伊勢小學入口 | 15         | 甲府站北出口・HANAZONO醫院                                         | 上帶那                 | 山梨交通       |                          |
| 伊勢小學入口 | 16         | 甲府站北出口                                                       | 塚原                   | 山梨交通       |                          |
| 伊勢小學入口 | 26         | 甲府站南出口、縣立中央醫院                                         | 羽黑、山宮循環         | 山梨交通       |                          |
| 伊勢小學入口 | 64         |                                                                    | 甲府站南出口           | 山梨交通       |                          |
| 伊勢小學入口 | 70         | 甲府站南出口、飯田                                                 | 敷島團地               | 山梨交通       |                          |
| 伊勢小學入口 | 75         | 商工會議所、甲府站南出口                                           | 縣立中央醫院           | 山梨交通       |                          |
| 伊勢小學入口 | 76         | 商工會議所、甲府站南出口、長塚                                     | 敷島營業所             | 山梨交通       |                          |
| 伊勢小學入口 | 77         | 商工會議所、甲府站南出口、縣立中央醫院                             | 長塚、龍王站           | 山梨交通       |                          |
| 伊勢小學入口 | 78         | 商工會議所、甲府站南出口、縣立中央醫院                             | 長塚、雙葉新城         | 山梨交通       |                          |

## 其他
- 甲府站與此站是甲府市內2座設有「綠色窗口」的車站。但是甲府站由JR東日本管轄，此站由JR東海管轄。
  - 由JR東海、JR西日本提供的東海道、山陽新幹線會員制預約服務「Express預約（日语：エクスプレス予約）」、由JR西日本提供的e5489（日语：e5489）、JR東海的特別企劃車票（假日任乘車票（日语：休日乗り放題きっぷ））和小田急線內出發的特急票（特急浪漫特快富士山號）以上各種車票與服務只可在此站購買或出票，甲府站的綠色窗口中不能購買或出票。
  - 由JR東日本提供的「ekinet（日语：えきねっと）」預約指定票服務、JR東日本的特別企劃車票（中央線費用回數券、中央線東京週末免費車票等）以上各種車票與服務只可在甲府站購買或出票。但是，梓回數券（日语：あずさ回数券）可在此站取票。
  - 「富士川號自由席特急回數券」可在南甲府、甲府兩站購買。

## 相鄰車站
東海旅客鐵道（JR東海）
 身延線
- 特急「富士川」停車站

甲斐住吉－南甲府－善光寺

## 注腳
1. 1 2 3 4 5  曾根悟（監修）. 朝日新聞出版分冊百科編集部（編集） , 编. . 週刊 歴史でめぐる鉄道全路線 国鉄・JR (朝日新聞出版). 2009-07-26, (3): 22–23 （日语）.
2. 1 2  用車站時間表的方向資訊。詳情參見JR東海官方網站的各站時間表 （页面存档备份，存于）（截至2015年1月）。
3. ↑  「山梨縣統計年鑑」

## 外部連結
- JR東海 南甲府站 （页面存档备份，存于）（日語）